# 알루르족
알루르족(Alur)은 우간다 북서부와 콩고민주공화국 북동부에 걸쳐 사는 나일계 민족이다. 모어로 알루르어를 사용하며 현대에는 지역에 따라 프랑스어나 영어도 구사할 줄 안다. 넓게는 루오족, 아촐리족 등과 함께 루오계 민족이라는 언어-민족적 대분류에 속한다.

## 같이 보기
- 아링가족
- 아촐리족
- 카라모종족
- 기수족